# Norberto Rivera Carrera
Norberto Rivera Carrera (ur. 6 czerwca 1942 w La Purisima) – meksykański duchowny katolicki, arcybiskup miasta Meksyk w latach 1995-2017, emerytowany arcybiskup Meksyku od 2017, kardynał.

## Życiorys
Studiował w seminarium w Durango, później na Papieskim Uniwersytecie Gregoriańskim w Rzymie, gdzie obronił licencjat z teologii. 3 lipca 1966 święceń kapłańskich udzielił mu w Rzymie papież Paweł VI. W 1967 powrócił do Meksyku, w archidiecezji Durango prowadził działalność duszpasterską, koordynował pracę katolickich organizacji młodzieżowych i prorodzinnych (m.in. Akcji Katolickiej), zasiadał w radzie prezbiterów i kapitule katedralnej. Wykładał na Pontyfikalnym Uniwersytecie Meksykańskim w mieście Meksyk (1982–1985).
W listopadzie 1985 został mianowany biskupem Tehuacán i odebrał sakrę biskupią 21 grudnia 1985 z rąk Antonio Lopeza Aviny, arcybiskupa Durango. Z ramienia Episkopatu Meksyku pełnił funkcję wizytatora apostolskiego seminariów. 13 czerwca 1995 przeszedł na stolicę arcybiskupią i prymasowską Meksyk (miasto), gdzie urzędował do 7 grudnia 2017, kiedy przeszedł na emeryturę.
21 lutego 1998 Jan Paweł II wyniósł go do godności kardynalskiej, nadając tytuł prezbitera S. Francesco d’Assisi a Ripa Grande. Rivera Carrera brał udział w sesjach Światowego Synodu Biskupów w Watykanie, m.in. w sesji specjalnej poświęconej Kościołowi w Ameryce (listopad-grudzień 1997).
W 2007 nałożył ekskomunikę na meksykańskich polityków, którzy poparli ustawę pozwalającą na aborcję do 12 tygodnia ciąży. Papież Benedykt XVI poparł decyzję biskupa Meksyku uzasadniając, że każda aborcja wiąże się z nałożeniem ekskomuniki na każdego, kto przyczynił się do wykonania zabiegu.
Uczestnik konklawe 2005 i konklawe 2013 roku. 
6 czerwca 2022 po ukończeniu 80 lat utracił prawo do udziału w konklawe.